# Pindobaçu
Pindobaçu là một đô thị thuộc bang Bahia, Brasil. Đô thị này có diện tích 527,742 km², dân số năm 2007 là 18551 người, mật độ 35,2 người/km².